# Indiana Public Radio
Indiana Public Radio ist der Public Broadcaster des US-Bundesstaates Indiana. Hauptstation ist WBST in Muncie.

## Geschichte
Die Geschichte des Indiana Public Radio ist stark mit der seines ersten Senders WBST verknüpft. 1923 bauten zwei Studenten der Indiana State Normal School, Eastern Division (heute Teil der Ball State University) ein „Radiophone“ in einer Kammer des Administration Buildings. Über einen Lautsprecher konnten Studenten Radiosender aus New York, Chicago und Dallas hören.
1951 begann der Sender WBST mit einem kommerziellen Programm. 1960 erhielt die Ball State University ihre erste UKW-Lizenz und ging mit einer 10-Watt-Station sechs Stunden am Tag auf Sendung. 1961 wurde ein hoher Sendemast nahe den WBST-Studios aufgestellt. 1966 wurde David Letterman Teil eines „9-man news team“, das über die Vorwahlen berichtete. Im Dezember 1978 erhielt WBST einen neuen 3-KW-Sender. 1980 schließlich, nach mehr als 20 Jahren Sendebetrieb, wurde WBST Mitglied des National Public Radio. Die Station erhielt mehr Unterstützung von der Ball State University und der Corporation for Public Broadcasting.
1997 expandierte die Station: WBSB Anderson (UKW 89,5 MHz) und WBSW Marion (UKW 90,1 MHz) gingen mit dem IPR-Programm auf Sendung. Es folgten WBSJ Portland (91,7 FM) und WBSH Hagerstown-New Castle (91,1 FM). Damit war ein Senderverbund geschaffen. Seit 1998 ist WBST deshalb als Indiana Public Radio auf Sendung.

## Radio-Stationen
IPR betreibt vier Radiosender, die alle der Ball State University gehören.